# Andrzej Potworowski (dyplomata)

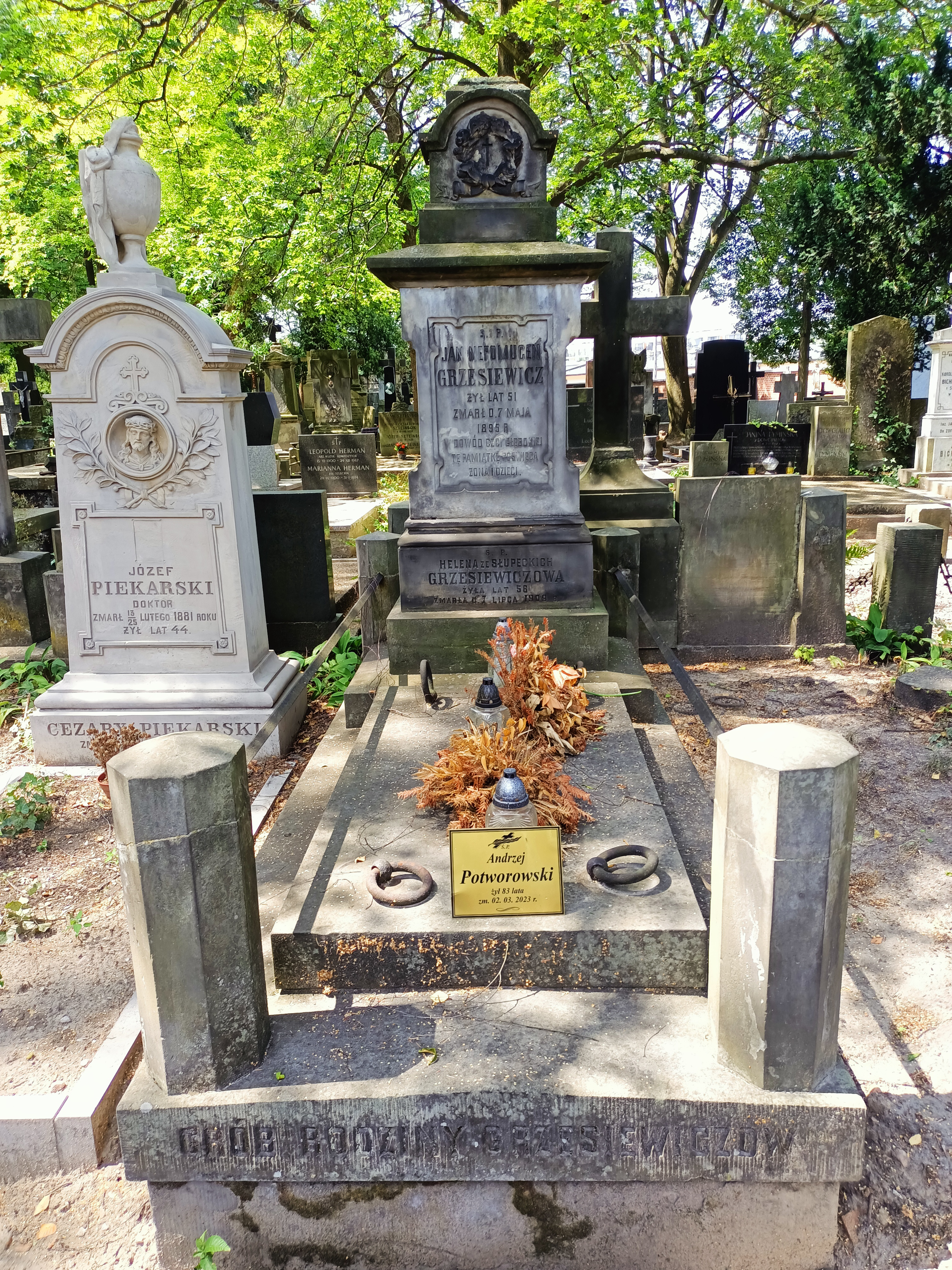
Grób Andrzeja Potworowskiego na Cmentarzu Powązkowskim w Warszawie

Andrzej Maria Potworowski (ur. 28 lipca 1939 w Krakowie, zm. 2 marca 2023 w Warszawie) – polski handlowiec, menedżer, ambasador w Finlandii (1992–1995).

## Życiorys
Andrzej Potworowski w 1962 ukończył studia na Wydziale Elektrycznym Politechniki Łódzkiej. Rozpoczął pracę na macierzystej uczelni po odbyciu 6−miesięcznego stażu przemysłowego w Wielkiej Brytanii. Pracował naukowo na macierzystej uczelni przez siedem lat. W latach 1970–1989 pracował w Łodzi oraz Warszawie w Towarzystwie Importowo−Eksportowym MUNDIAL S.A. W ramach tego przedsiębiorstwa był przedstawicielem techniczno−handlowym zagranicznych firm handlujących z Polską. W 1989 opuścił firmę, by reprezentować jednego z dotychczasowych klientów, FOXBORO, w ramach własnej działalności AP Controls (później Foxboro Eckardt-Polska Sp.z o.o.). Od 15 kwietnia 1992 do 1995 był ambasadorem RP w Finlandii. Następnie powrócił do biznesu w Polsce.
Członek zarządu Fundacji Przymierza Rodzin (skarbnik komitetu budowy szkoły na Ursynowie), wieloletni skarbnik Oddziału Warszawskiego Polskiego Towarzystwa Ziemiańskiego. W 2001 wstąpił do Związku Polskich Kawalerów Maltańskich, rok później wchodząc do jego zarządu. W latach 2007–2012 prezydent Związku Polskich Kawalerów Maltańskich. Odznaczony Krzyżem Wielkim Honoru i Dewocji.
Pochowany na cmentarzu Powązkowskim w Warszawie.

## Rodzina
Andrzej Potworowski był synem Gustawa Potworowskiego (1912−1970) i Anny z Szuyskich (1905−1944) oraz wnukiem ziemianina Edwarda Potworowskiego. Należał do rodziny pieczętującej się historycznie herbem Dębno. W 1965 ożenił się z Barbarą, córką Jerzego Zańskiego i Jadwigi z Karwowskich. Miał dzieci: Annę (ur. 1965) i Jana Gustawa (ur. 1984).